# Johann Gottlob Samuel Schwabe
Johann Gottlob Samuel Schwabe, ab etwa 1788 zunehmend als Joh. Samuel Gottlob angegeben, (* 27. November 1746 in Niederroßla bei Weimar; † 20. September 1835 in Weimar) war ein deutscher Philologe und Gymnasiallehrer.

## Leben und Wirken
Johann Gottlob Samuel war das neunte Kind (von zehn) des Pfarrers Daniel Gottlob Schwabe (1699–1754, ab 1731 in Niederroßla) und seiner Ehefrau Sophie Elisabeth (1711–1765, geb. List). Nach dem frühen Tod des Vaters wurde er von einem Privatlehrer so erfolgreich unterrichtet, dass er 1762 in die oberste Klasse des Weimarer Gymnasiums eintreten konnte. Nach dem Abitur im September 1765 studierte er fünf Jahre vornehmlich alte Sprachen an der Universität Jena. In dieser Studienzeit veröffentlichte er bereits eine Abhandlung in lateinischer Sprache und eine Übersetzung des Theokrit. So wurde ihm im letzten Semester eine Vorlesung über Horaz gestattet, obwohl er noch nicht promoviert war.
Im März 1770 erhielt Schwabe eine Anstellung als Akzessist an der herzoglichen Bibliothek und dem Münzkabinett in Weimar. Dabei nutzte er die Möglichkeit zu weiteren Studien der „altklassischen“ Literatur und Geschichte. Wegen der geringen Besoldung (100 Kaisergulden im Jahr) musste er noch Privatunterricht geben und von seinem älteren Bruder Traugott Lebrecht Schwabe (1737–1812) unterstützt werden. 1774 wechselte er an die lateinische Stadtschule in Buttstädt und blieb dort zwölf Jahre Lehrer und Rektor. Angebote nach Riga, Merseburg und Halle (Saale) lehnte er ab, weil er zurück nach Weimar wollte.
Diese Zusage erhielt er 1785; am 24. Februar 1786 wurde er feierlich als Konrektor des Fürstlichen Gymnasiums in Weimar eingesetzt. Damit war er zugleich Lehrer der Sekunda. Er unterrichtete vor allem Latein und Geschichte und schied Ende Juni 1824 durch „Versetzung in den Ruhestand mit vollem Gehalt“ aus dem Dienst.
Schwabe war über 50 Jahre mit Johanna Elisabeth Emiliane Ehrenmuthe geb. Mirus aus Rastenberg (* 15. Januar 1750; † 22. Dezember 1824) verheiratet. In seinen letzten Jahren lebte er durch eine starke Augenschwäche sehr eingeschränkt; er starb am 20. September 1835 in Weimar und erhielt eine feierliche Bestattung. Seine Grabstätte befindet sich auf dem Historischen Friedhof an der Mittelmauer.
Schwabe hat als Lehrer in Jena, Buttstädt und Weimar etwa 1200 Schüler unterrichtet; einige davon wurden prominente Persönlichkeiten. Sein wissenschaftlicher Ruf als Philologe beruht besonders auf den Arbeiten zum römischen Fabeldichter Gaius Iulius Phaedrus, die er 1781, 1806, 1822 und 1826 als Übersetzungen mit weiteren Ausführungen veröffentlichen ließ. Außerdem verfasste er etwa zwölf „Schulprogramme“ zur Verbesserung des Unterrichts und weitere Abhandlungen zu historischen und lokalen Themen.

## Werke (Auswahl)
- De deo Thoro commentatio. Jena 1767. Digitalisat.
- Idyllen des Theokrit aus dem Griechischen. Jena 1769. Digitalisat.
- De monimentis quibusdam sepulcralibus Sachsenburgicis commentatio. Ad virum illustrem ac doctissimum Bernh. Friedr. Rudolf. Lauhn […]. Nomine Societatis Latinae Ienensis scripsit I. G. S. Schwabe. Leipzig 1771. Digitalisat.
- Theoduli ecloga. Altenburg 1773, 88 S.
- De sensu pulcri in legendis Graeciae ac Latii scriptoribus commentatiuncula. Weimar 1774.
- Einladungsschrift: Historia scholae Buttstadiensis litteraria. September 1775. Digitalisat.
- Ueber ein teutsches Amulet. In: Der Geschichtforscher. Erster Theil, 1775, S. 121–149.
- Nachrichten zu dem Leben des Herzogs Johann Wilhelm von Sachsen, aus ungedruckten Handschriften und andern zuverlässigen Urkunden gezogen. In: Der Geschichtforscher. Erster Theil, 1775, S. 207–238.
- Erläuterung einiger, im Jahr 1774 bei Fluhrstädt im Herzogthum Weimar ausgegrabenen Alterthümer. In: Der Geschichtforscher. Zweiter Theil, 1776, S. 211–252.
- Zu der Feyerlichkeit, welche die Stadtschule zu Buttstädt dem Andenken der Erneuerung und Verschönerung ihres SchulGebäudes und der AbschiedsRede eines Kandidaten der Akademie widmen wird. [Von einigen Vorschlägen, wie unsere Schule noch blühender als bisher gemacht werden kann]. Weimar 1776. Digitalisat.
- Ueber die Galliena, Karls des Großen Gemahlin. In: Der Geschichtforscher. Fünfter Theil, 1777, S. 248–252.
- Übersetzungen einiger Briefe des Plinius. Weimar 1778. Ein Programm.
- Phaedri Augusti Liberti Fabularum Aesopiarum, Libri V; Fabulae Aesopiae. Halle 1779 bis 1781 und Braunschweig;
- Programm zur Erläuterung über den Anakreon, 1. Teil, Weimar 1781; 2. Teil, Weimar 1783.
- Von der frühen Uebung in der Beredtsamkeit. Einladungsschrift, Weimar April 1785.Digitalisat.
- Programm: Einiges über das Leben Homers in der Schule. Weimar 1788.
- Einladungsschrift: Pauca de apparatu critico, qui prodest Iuuenali vel emendando, vel interpretando. Weimar April 1791. Digitalisat.
- Einige Gedanken über das Studium der Kritik auf Schulen. Einladungsschrift, Weimar, September 1791. Digitalisat.
- Phaedri Augusti liberti fabularum Aesopiarum libri V. Duo volumina. Braunschweig 1806. Vol. 1, Vol. 2.[16]
- Phaedri Augusti Liberti Fabulae Aesopiae. Straßburg 1810, 216 S.
- Sollemnia Saecularia Gymnasii Wilhelmo-Ernestini d. XXX. Oct. MDCCCXVI optimis auspiciis celebranda indicit […] additis commentariis de schola Vimariensi oppidana et provinciali. Weimar 1816.[17]
- Historische Nachricht von den zahlreichen im Großherzogthum Sachsen Weimar-Eisenach befindlichen Monimenten und Reliquien D. Martin Luthers. Weimar 1817. Digitalisat.
- Selbstbiographie. Weimar o. J. [1820.] Digitalisat.
- Wilhelm Christian Gottlieb Schneider. In: Neuer Nekrolog der Deutschen 1. Jg. 1823, Ilmenau 1824, S. 408–421.
- Historisch-antiquarische Nachrichten von der ehemaligen kaiserl. Pfalzstadt Dornburg an der Saale; ein Beitrag zu den Deutschen Alterthümern, und zur Geschichte des Mittelalters.  Weimar 1825. Digitalisat.
- Nachtrag zu der Litteratur der 32 neu entdeckten Phädrischen Fabeln. In: Allgemeine Schulzeitung. Zweite Abtheilung, Heft 66f. vom 1. und 3. Juni 1832, Spalte 529–539.
- Phaedri fabulae (quae extant omnes; cum notis et indicibus); Fabulae. Turin 1834, 466 S.

## Ehrungen
- 1816 Ehrendoktor der Philosophischen Fakultät der Universität Jena.[18]
- 1816 Zivil-Verdienstmedaille in Silber des Großherzogs von Sachsen-Weimar.[18]
- 1820 Großherzoglich-Sächsischer Schulrat (anlässlich des 50-jähr. Jubiläums als Beamter).[19]